# 45752 Venditti
45752 Venditti è un asteroide della fascia principale. Scoperto nel 2000, presenta un'orbita caratterizzata da un semiasse maggiore pari a 3,0044681 au e da un'eccentricità di 0,1170844, inclinata di 8,73286° rispetto all'eclittica.